# تاونسکور میدیا
تاونسکور (انگلیسی: Townsquare) شرکت رسانه‌ای آمریکایی است، که در سال ۱۹۹۴ تأسیس شد.